# New Boston, Illinois
New Boston là một thành phố thuộc quận Mercer, tiểu bang Illinois, Hoa Kỳ. Năm 2010, dân số của thành phố này là 683 người.

## Dân số
Dân số qua các năm:
- Năm 2000: 632 người.
- Năm 2010: 683 người.